# Apolemia uvaria
Apolemia uvaria is een hydroïdpoliep uit de familie Apolemiidae. De poliep komt uit het geslacht Apolemia. Apolemia uvaria werd in 1815 voor het eerst wetenschappelijk beschreven door Charles Alexandre Lesueur.

## Beschrijving
Zoals bij alle siphonophorae-soorten, lijkt Apolemia uvaria misschien een enkel organisme te zijn, maar elk exemplaar is een kolonie van gespecialiseerde minuscule organismen die zoöïden worden genoemd. 
Elke zooïde heeft een specifieke taak. Sommigen verzamelen voeding voor de kolonie, sommigen helpen bij de voortplanting, terwijl anderen helpen bij de voortstuwing. Alle zooïden zijn aan elkaar gehecht en zijn fysiologisch zo verbonden dat ze niet alleen kunnen overleven. Apolemia uvaria is koloniaal dier die een totale lengte van 3 meter kan bereiken met een diameter van 2-5 cm. De kolonie wordt gevormd door een centrale stam met groepen roze en witte tentakels, die samenklonteren of zich uitstrekken. De hele kolonie heeft een drijfklok (pneumatofoor) aan de voorkant en een set zwembellen.

## Verspreiding
Dit koloniale dier is pelagisch en komt voor in oceanen over de hele wereld. Vooral in de Middellandse Zee kan deze soort veel voorkomen. Het kan worden gevonden vanaf het oppervlak en tot ongeveer 100 meter diepte. Deze oceaanroofdieren gedragen zich als drijfnetten en spreiden hun tentakels om plankton te vangen. De tentakels geven een pijnlijke steek en kunnen het beste worden vermeden.

## Galerij

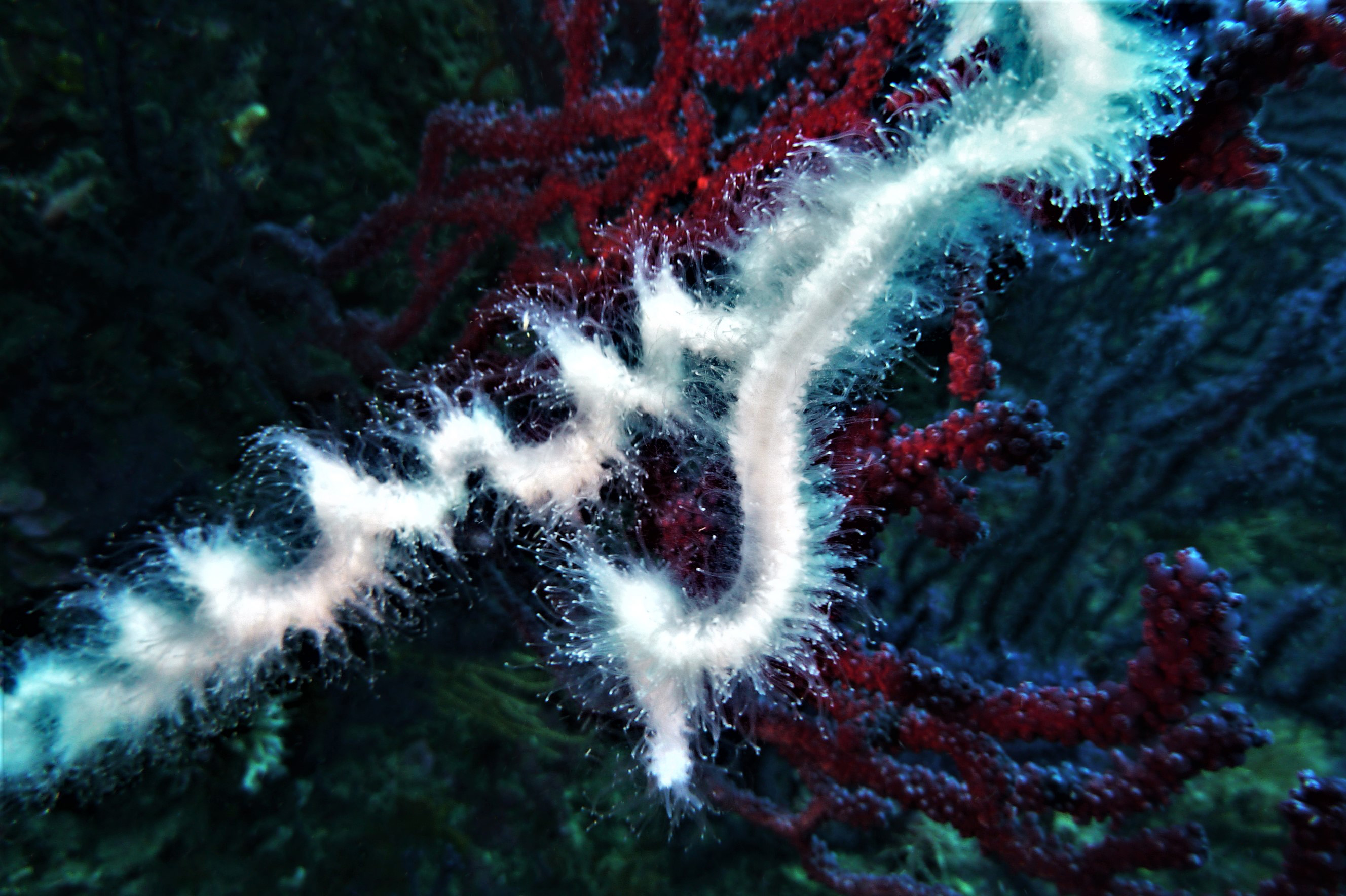
Apolemia uvaria
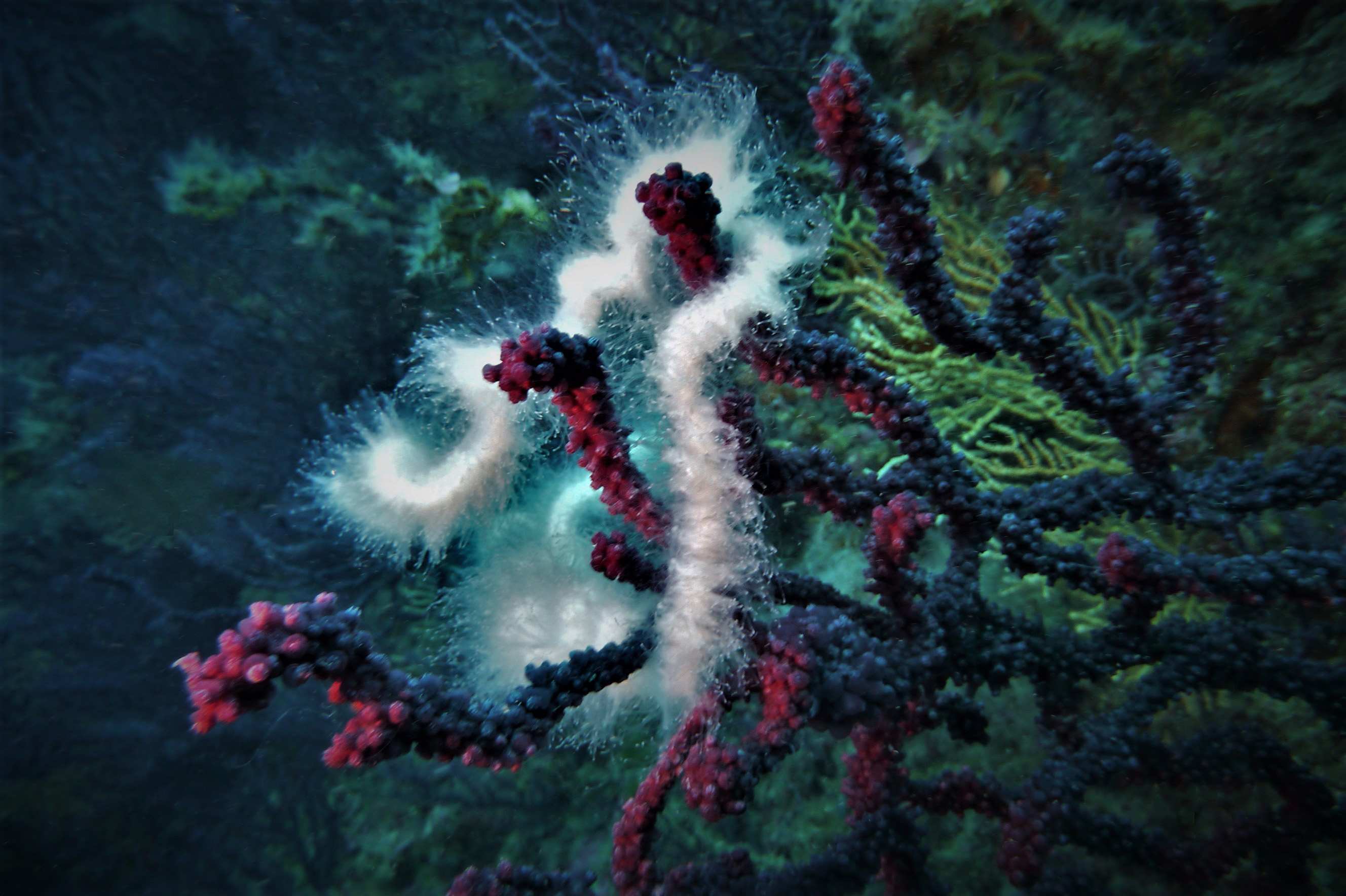
Apolemia uvaria met Paramuricea clavata
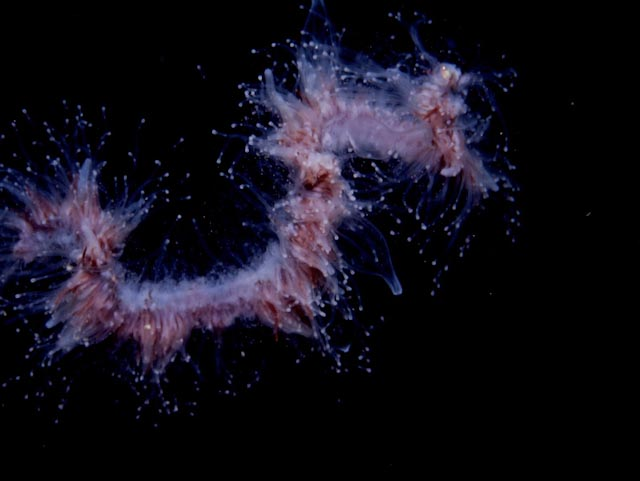
Een foto van Apolemia uvaria genomen in 10m water nabij Valsbaai in Kaapstad